# Назаров, Ибрагим
Ибрагим Назаров (1910, Ходжент, Ходжентский уезд, Самаркандская область, Российская империя — неизвестно) — советский таджикский хозяйственный, государственный и партийный деятель.

## Биография
Родился в 1910 году в Худжанде. Член КПСС с 1940 года.
С 1933 года — на хозяйственной, общественной и политической работе. В 1933—1974 гг. — участковый агроном, старший агроном Науской МТС, заведующий сельскохозяйственным отделом Кулябского обкома КП(б) Таджикистана, второй, первый секретарь Кулябского обкома КП (б) Таджикистана, секретарь Сталинабадского обкома КП(б) Таджикистана, заместитель министра сельского хозяйства Таджикской ССР, заместитель начальника Управления хлебопродуктов, заместитель начальника мясомолочной промышленности при Совете Министров Таджикской ССР, директор агровинпрома «Шахринау» Гиссарского района.
Избирался депутатом Верховного Совета Таджикской ССР.
Умер после 1974 года.